# Иванов, Павел Васильевич (виноградарь)
Павел Васильевич Иванов (3 [16] июля 1903, Ростов-на-Дону, область Войска Донского — 16 декабря 1978, Кишинёв) — советский учёный в области экологии винограда. Доктор сельскохозяйственных наук с 1954 года, профессор с 1955 года.

## Биография
Родился 3 июля 1903 года в Ростове-на-Дону. В 1927 году окончил Донской институт сельского хозяйства и мелиорации. С 1928 года — на научно-исследовательской и руководящей работе в Краснодаре, Новочеркасске, Ташкенте, Кишинёве. Участвовал в Великой Отечественной войне. Награждён 2-мя орденами «Знак Почета».
Умер в Кишинёве 16 декабря 1978 года.

## Научная деятельность
Проводил экологические исследования на Северном Кавказе, на Дону, в Поволжье, Приморском крае, Крыму республиках Средней Азии с целью выявления земель, пригодных для развития виноградарства.
Ученым впервые составлено районирование территорий Молдавской ССР и определена специализация виноградо-винодельческого производства. Разработал научно обоснованную систему освоения склонов под виноградники и сады, которая широко внедрена во всех виноградарских регионах СССР и странах СЭВ. Был главным координатором по проблеме рационального использования земель стран СЭВ. Автор 107 научных работ. Среди них:
- Культура винограда на склонах. — В кн.: Доклады и сообщения на 10-м Международном конгрессе по виноградарству и виноделию (г. Тбилиси, 13-18 сент. 1962). M., 1962, сб. 2;
- Водный и пищевой режимы почвы виноградников на террасах.- Садоводство, виноградарство и виноделие Молдавии, 1972, № 12 (в соавторстве).